# تاسشاگیل
تاسشاگیل (قزاقی: Тасшағыл) یک منطقه مسکونی در قزاقستان است که در استان آتیراو واقع شده‌است.